# Ranzenbüttel
Ranzenbüttel ist ein Ortsteil der Gemeinde Berne im niedersächsischen Landkreis Wesermarsch. Der Ort liegt nordöstlich des Kernortes Berne an der B 74. Westlich verläuft die B 212 und fließt die Untere Ollen, östlich fließt die Weser.